# Тіан Вільюн
Тіан Вільюн (англ. Tian Viljoen; нар. 4 жовтня 1961) — колишній південноафриканський тенісист.
Найвищу одиночну позицію світового рейтингу — 282 місце досяг 4 січня 1982, парну — 49 місце — 3 січня 1983 року.
Найвищим досягненням на турнірах Великого шолома було 3 коло в парному розряді.

## Фінали за кар'єру

### Парний розряд (3 поразки)
| Результат | W-L | Дата     | Турнір                 | Покриття | Партнер     | Суперники                    | Рахунок       |
| --------- | --- | -------- | ---------------------- | -------- | ----------- | ---------------------------- | ------------- |
| Поразка   | 0–1 | Тра 1982 | Мюнхен, Німеччина      | Ґрунт    | Дані Віссер | Чіп Гупер Мел Перселл        | 4–6, 6–7      |
| Поразка   | 0–2 | Лют 1983 | Indian Wells Open, США | Тверде   | Дані Віссер | Браян Готтфрід Рауль Рамірес | 3–6, 3–6      |
| Поразка   | 0–3 | Вер 1983 | Палермо, Італія        | Ґрунт    | Дані Віссер | Пабло Аррая Хосе Луїс Клерк  | 6–1, 4–6, 4–6 |